# Портова брама (Щецин)
53°25′30″ пн. ш. 14°33′01″ сх. д. / 53.42497° пн. ш. 14.55041° сх. д.
Портова брама (пол. Brama Portowa, нім. Berliner Tor) — міська брама польського міста Щецина, зведена у стилі бароко в 1725-1727 рр голландським фортифікаційним архітектором Герхардом Корнеліусом ван Валльраве (автора, зокрема, реконструкції Клодзької та Магдебурзької фортеці).
. 
Це одна з двох брам (поряд з Королівською брамою), що збереглися від старої прусської фортеці.
Зовнішній фасад Портової брами прикрашено щитом з вензелем прусського короля Фрідріха Вільгельма I, за часів правління якого була збудована брама. 
Вище щита розташований латинський напис, що повідомляє про права Фрідріха Вільгельма I на Бранденбург, Померанію та Щецин, куплені ним в 1719 році у Швеції за два мільйони талерів. 
Ще вище можна бачити скульптурну панораму міста роботи французького скульптора Бартоломе Дамарта та зображення Віадруса — бога річки Одри. 
Увінчана брама овальним щитом з гербом Пруссії та королівською короною.